# Sander van der Poel
Sander van der Poel (Baarn, 19 september 1986) is een Nederlands stemacteur en -regisseur. Hij vertolkt de stem van onder meer prins Zuko in de door Nickelodeon uitgezonden animatieserie Avatar: De Legende van Aang.
Van der Poel begon al op zijn tiende met de nasynchronisatie van Spanky in de Nederlandstalige versie van de film The Little Rascals (De boefjes). Later verzorgde Van der Poel de stem van onder meer Sega's Sonic the Hedgehog, Elliot in de film E.T., het spookje Casper, Brett in de tekenfilmserie Team Galaxy, Draco Malfidus in de Harry Potter-films, Green Lantern in de animatiefilms The Lego Movie, The Lego Batman Movie en The Lego Movie 2: The Second Part en Ferb en Jeremy in Phineas en Ferb. Verder doet hij veel gaststemmen in series als Totally Spies en Pokémon. In 2010 was hij uitvoerend producent van de nagesynchroniseerde versie van I'm in the Band. In Finding Dory was Van der Poel de stem van de Krabbenman, die ook wel Bill wordt genoemd. In Cars deed Van der Poel de stem van Junior. Ook deed hij de stem van Tony Rydinger in de Nederlandse versie van de film The Incredibles. Hij heeft ook de stem van Raphael Santiago ingesproken in de serie Shadowhunters: The Mortal Instruments. Van der Poel sprak ook de stem van Sonic the Hedgehog in Wreck-It Ralph uit 2012, wat hij ook weer deed in 2018 voor het vervolg Ralph Breaks the Internet. Voor de laatste film sprak hij ook de stemmen in van: Jimmy en de Veilingmeester. Ook is hij de stem acteur van Aiger Akabane in Beyblade Burst Turbo
Voor de Disney-film Mary Poppins sprak hij de stem in van Michael Banks. In 2019 regisseerde hij de Nederlandse nasynchronisatie van de film Dumbo, ook sprak hij voor deze film overige stemmen in. 
Van der Poel studeerde van 2006 tot 2008 journalistiek aan de Hogeschool Utrecht. Hij is werkzaam als uitvoerend producent bij Fred Butter Soundstudio.

## Nasynchronisatie
- Avatar: De Legende van Aang Als Zuko
- Harry Potter als Draco Malfidus
- Sonic X - Sonic
- Martin Mystery
- Pokemon
- Huntik: Secrets And Seekers
- Totally Spies
- Ben 10 (2005) - Kevin Levin
- Teenage Mutant Ninja Turtles (2012) - Leonardo
- Monster Allegery
- Battle B Daman
- Team Galaxy
- Phineas And Ferb - Ferb and Jeremy (Aflevering 16-Vanaf)